# Vespasian Erbiceanu
Vespasian Erbiceanu (n. 30 noiembrie 1863, Iași, Principatele Unite Române – d. 28 decembrie 1943, București, România) a fost un jurist român, membru corespondent (1932) al Academiei Române.
A fost prim-președinte al Curții de Apel din Chișinău. A întemeiat la Chișinău publicația Cuvântul dreptului (1918 – 1930). A fost ales membru corespondent al Academiei Române (la 30 mai 1932) și consilier la Înalta Curte de Casație și Justiție.
Este înmormântat în Cimitirul Bellu din București.

## In memoriam

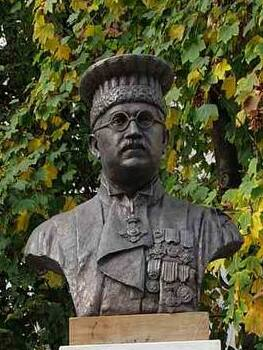
Bustul lui Erbiceanu din Chișinău

În 2019 la Chișinău a fost dezvelit bustul lui Vespasian Erbiceanu, operă a sculptorului Veaceslav Jiglițchi.